# Søren Andreas Lund
Søren Andreas Lund, född 5 februari 1857 i Kristiania (nuvarande Oslo), död 16 november 1936 i Bærum, var en norsk ingenjör.
Lund utexaminerades från Trondheims tekniske skole 1876 och studerade 1877–78 vid tekniska högskolan i Hannover. Han var 1876–91 anställd i vägväsendet, den sista tiden som tillförordnad chef för ingenjörsavdelningen. Från 1891 var han broinspektör vid Norges statsbaner (NSB), från 1898 chef för dess brokontor. Under hans ledning utfördes betydande broarbeten, däribland bro över Nordalsenden på Ofotbanen, Bergensbanens stenbroar och Haugsfossbron över Glomma vid Elverum.
Lund var i två år redaktör för "Teknisk ugeblad", var vice ordförande i Polyteknisk Forening, ordförande i Jernbanernes tekniske forening och från 1897 ordförande i den norska avdelningen av det internationella förbundet för materialprovning, i vars kongresser han flera gånger deltog.